# 啟豐園
啟豐園（英語：Richland Garden）是位於香港新界屯門區湖翠路138號的私人屋苑，屬南豐集團的物業。屋苑在1992年入伙，設4座樓宇，提供896個單位，另設有兩層商場及一層停車場，商場以小商户為主。部分單位擁有全海景，景觀包括龍珠島、大嶼山東涌及香港國際機場等。

## 歷史
屋苑前身為蝴蝶邨巴士總站，到1988年屯門碼頭巴士總站啟用後，原址發展為屋苑，於1992年入伙。

## 住宅
與鄰近私人屋苑邁亞美海灣的樓宇設計不同，啟豐園採用傳統井字式設計，各單位的座向並不相同，加上座與座之間的距離不是太遠，因此並非所有單位都有全海景，只有A和B單位能享有全海景。第一座的C和D單位擁有向西南全海景；第四座的G和H單位則擁有向東南全海景。以上兩款被稱為單邊單位。
因為座向的明顯分別，所以各單位的呎價差別頗大。一般來說，同一款間格的單邊單位比非單邊的呎價約貴20%。
平台設有游泳池、兒童嬉水池及平台花園，另設有一層停車場。

## 商場
商場名為“啟豐商場”，樓高2層，設229間商店。租戶以餐廳、地產代理和診所為主，能提供各種生活所需服務。而場內被稱為廉價美食天堂，吸引了不少中學生來買小食及午餐。

## 所屬選區
啟豐園屬於屯門區議會的屯門西選區，由民主建港協進聯盟成員鍾健峰與工聯會成員徐帆擔任當區區議員。而在立法會地區直選中，則屬於新界西北（LC8）選區。

### 歷屆議員
| 選區名稱 | 屆別                 | 議員     | 政治聯繫 | 政治聯繫   | 議員           | 政治聯繫       | 政治聯繫       |
| -------- | -------------------- | -------- | -------- | ---------- | -------------- | -------------- | -------------- |
| 樂翠     | 1994年－1999年       | 盧志雄   |          | 民主黨     | 定為單議席選區 | 定為單議席選區 | 定為單議席選區 |
| 樂翠     | 2000年－2003年       | 何俊仁   |          | 民主黨     | 定為單議席選區 | 定為單議席選區 | 定為單議席選區 |
| 樂翠     | 2004年－2007年       | 何俊仁   |          | 民主黨     | 定為單議席選區 | 定為單議席選區 | 定為單議席選區 |
| 樂翠     | 2008年－2011年       | 何俊仁   |          | 民主黨     | 定為單議席選區 | 定為單議席選區 | 定為單議席選區 |
| 樂翠     | 2012年－2015年       | 何俊仁   |          | 民主黨     | 定為單議席選區 | 定為單議席選區 | 定為單議席選區 |
| 樂翠     | 2016年－2019年       | 何君堯   |          | 新界大聯盟 | 定為單議席選區 | 定為單議席選區 | 定為單議席選區 |
| 樂翠     | 2020年－2021年7月7日 | 盧俊宇   |          | 民主黨     | 定為單議席選區 | 定為單議席選區 | 定為單議席選區 |
| 樂翠     | 2021年7月8日－2023年 | 議席懸空 | 議席懸空 | 議席懸空   | 定為單議席選區 | 定為單議席選區 | 定為單議席選區 |
| 屯門西   | 2024年－2027年       | 徐帆     |          | 工聯會     | 鍾健峰         |                | 民建聯         |

## 屋苑周邊
- 屯門碼頭站
- 屯門碼頭
- 湖景邨
- 蝴蝶邨
- 海翠花園
- 美樂花園

## 資料來源與註釋
1. ↑   (PDF). 差餉物業估價署. 2020-10  [2020-11-15]. （原始内容存档 (PDF)于2021-01-08）.
2. ↑  . 新假期. 2016-09-10  [2021-02-19]. （原始内容存档于2022-03-12）.
3. ↑   (PDF).   [2020-08-26]. （原始内容存档 (PDF)于2018-01-24）.
4. ↑   (PDF).   [2020-08-26]. （原始内容存档 (PDF)于2018-11-23）.

## 外部連結
- 啟豐園屋苑資料 (資料由祥益地產提供)（页面存档备份，存于）
- 佳定集團-啟豐園（页面存档备份，存于）

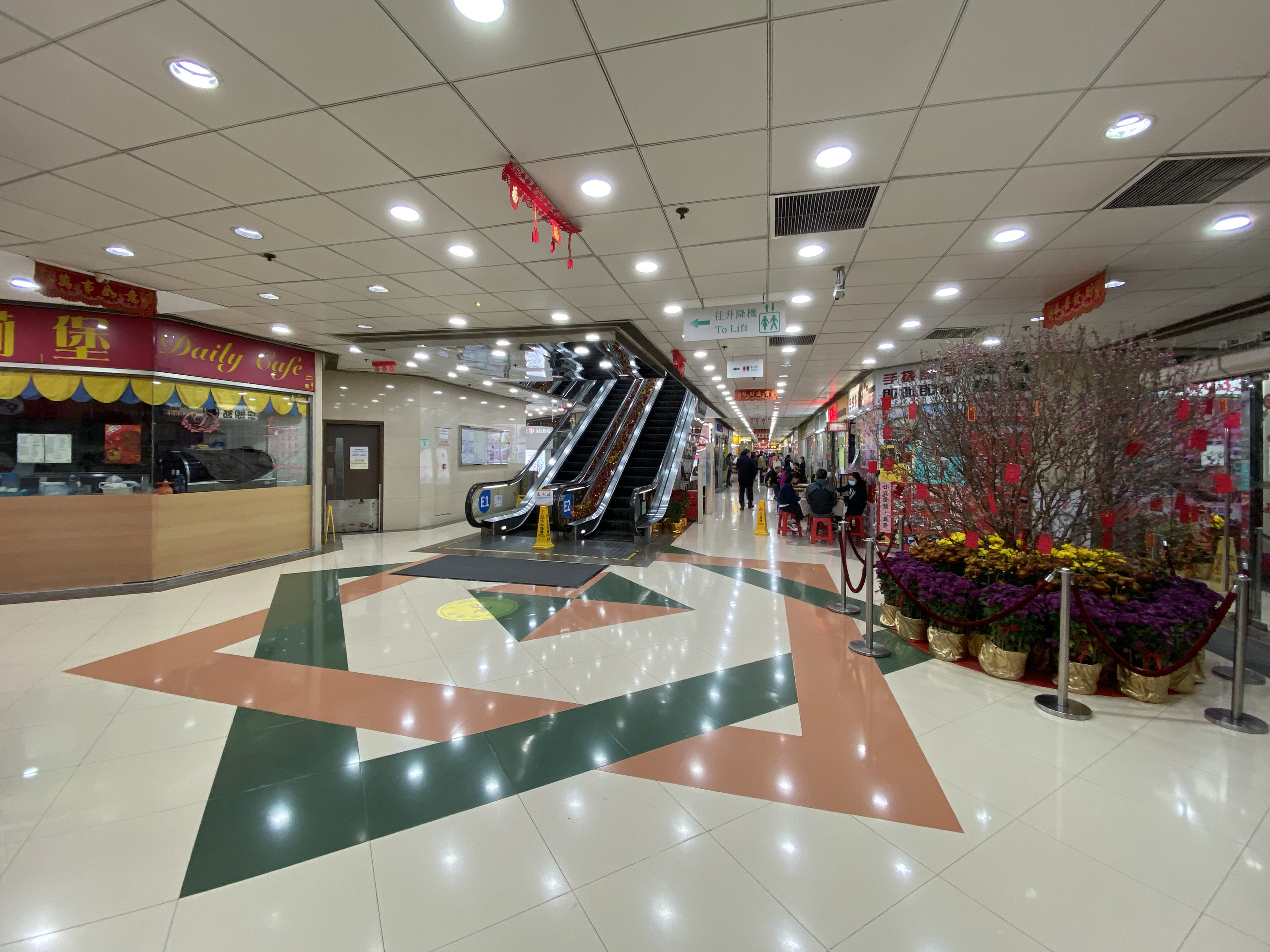
啟豐商場地下

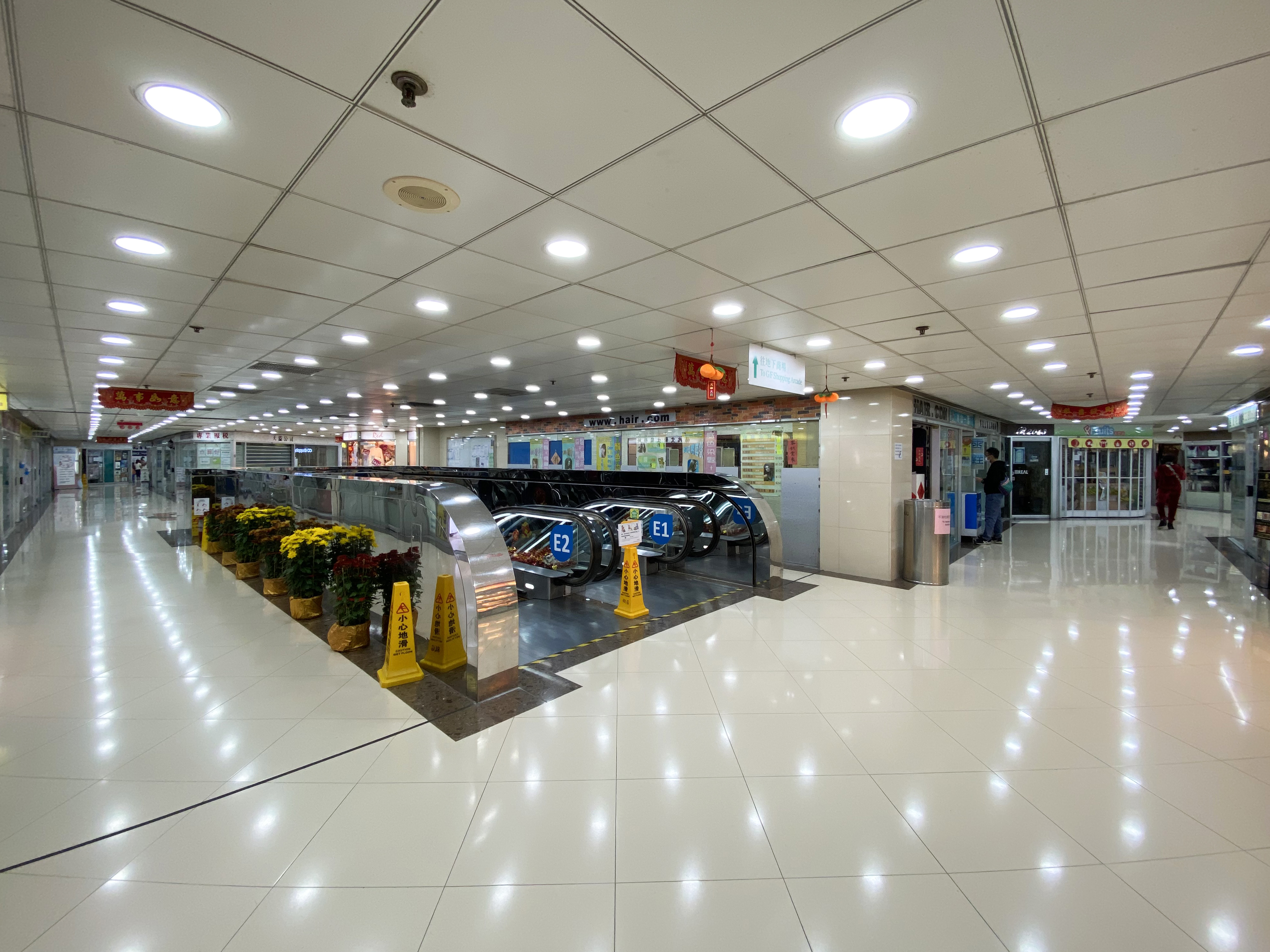
啟豐商場1樓

- WikiMapia: Richland Garden（页面存档备份，存于）
- 啟豐園成交紀錄－美聯集團